# Konvencija o uklanjanju svih oblika diskriminacije žena
██ države koje su i potpisale i ratificirale konvenciju
██ države koje su potpisale, ali nisu ratificirale konvenciju
██ države koje nisu potpisale konvenciju
Konvencija o uklanjanju svih oblika diskriminacije žena (CEDAW – Convention on the Elimination of all Forms of Discrimination Against Women) je međunarodni ugovor koji je 1979. godine usvojila Opća skupština Ujedinjenih naroda. Opisan kao međunarodna ženska Povelja o pravima, uspostavljena je 3. rujna 1981. godine, a ratificiralo ju je 189 država. Preko pedeset zemalja koje su ratificirale Konvenciju učinile su to s određenim rezervama i prigovorima, uključujući 38 zemalja koje su odbile provedbu članak 29. koji se bavi sredstvima za rješavanje sporova u vezi s tumačenjem ili primjenom Konvencije. Sjedinjene Američke Države i Palau potpisale su, ali nisu ratificirale ugovor. Sveta stolica, Iran, Somalija, Sudan i Tonga nisu potpisnici Konvencije.
Mjesto predsjedavajuće CEDAW-a trenutno obnaša Gladys Acosta Vargas.

### Konvencija

#### Sažetak
Konvencija ima sličan format kao i Konvencija o ukidanju svih oblika rasne diskriminacije "kako s obzirom na opseg temeljnih obveza, tako i s obzirom na međunarodne mehanizme praćenja". Konvencija je strukturirana u šest dijelova s ukupno 30 članaka.
- Dio I (članci 1. do 6.) usredotočen je na nediskriminaciju, spolne stereotipe i trgovinu seksom.
- Dio II (članci 7. do 9.) opisuje ženska prava u javnoj sferi s naglaskom na političkom životu, zastupljenosti i pravu na nacionalnost.
- Dio III (članci 10. do 14.) opisuje ekonomska i socijalna prava žena, posebno se usredotočujući na obrazovanje, zapošljavanje i zdravlje. Dio III također uključuje posebne mjere zaštite za seoske žene i probleme s kojima se suočavaju.
- Dio IV (članci 15. i 16.) opisuje pravo žena na jednakost u braku i obiteljskom životu, uključujući i pravo na jednakost pred zakonom.
- Dio V (članci 17. do 22.) uspostavlja Odbor za uklanjanje diskriminacije žena kao i postupak izvješćivanja država stranaka.
- Dio VI (članci 23. – 30.) opisuje učinke Konvencije na druge ugovore, obveze država potpisnica i provedbu Konvencije.

#### Temeljne odredbe
Članak 1. definira diskriminaciju žena na sljedeći način:
"izraz “diskriminacija žena” označava svaku razliku, isključenje ili ograničenje učinjeno na osnovi spola kojemu je posljedica ili svrha da ženama ugrozi ili onemogući priznanje, uživanje ili korištenje ljudskih prava i osnovnih sloboda na političkom, gospodarskom, društvenom, kulturnom, građanskom ili drugom području."
Članak 2. nalaže da države stranke koje ratificiraju Konvenciju izraze namjeru da rodnu ravnopravnost uvrste u svoje nacionalno zakonodavstvo, ukinu sve diskriminatorne odredbe u svojim zakonima i donesu nove odredbe koje će štititi žene od diskriminacije. Države koje ratificiraju Konvenciju moraju također uspostaviti sudove i javne institucije kako bi ženama zajamčile učinkovitu zaštitu od diskriminacije i poduzeti korake za uklanjanje svih oblika diskriminacije koje prema ženama vrše pojedinci, organizacije i poduzeća.
Članak 3. zahtijeva da države potpisnice zajamče osnovna ljudska prava i temeljne slobode ženama "na osnovi jednakosti s muškarcima" u "političkom, društvenom, gospodarskom i kulturnom području".
Članak 4. napominje da se "donošenje ... posebnih mjera usmjerenih na ubrzavanje de facto jednakosti između muškaraca i žena, ne smatra se diskriminacijom." Dodaje da se posebna zaštita majčinstva ne smatra spolnom diskriminacijom.
Članak 5. zahtijeva od država potpisnica da poduzmu mjere u cilju uklanjanja predrasuda i običaja temeljenih na ideji inferiornosti ili superiornosti jednog spola ili na stereotipnoj ulozi muškaraca i žena. Također državama potpisnicama nalaže "[da] osiguraju ... priznanje zajedničke odgovornosti muškaraca i žena u odgoju i razvoju njihove djece."
Članak 6. obvezuje države potpisnice da "poduzmu sve odgovarajuće mjere, uključujući i zakonodavne, radi suzbijanja svih oblika trgovanja ženama te iskorištavanja prostitucije žena."
Članak 7. jamči ravnopravnost žena u političkom i javnom životu s naglaskom na jednako pravo glasa, sudjelovanje u vladi i sudjelovanje u radu "nevladinih udruga i udruženja koja se bave javnim i političkim životom u zemlji."
Članak 8. predviđa da će države potpisnice jamčiti ženama jednaku "mogućnost predstavljanja svojih vlada na međunarodnoj razini te sudjelovanja u radu međunarodnih organizacija."
Članak 9. ovlašćuje države potpisnice da "priznaju ženama jednaka prava kao i muškarcima da steknu, promijene ili zadrže svoje državljanstvo " i jednaka prava "u pogledu državljanstva njihove djece."
Članak 10. zahtijeva jednake mogućnosti za obrazovanje studentica i potiče zajedničko (rodno miješano) obrazovanje. Također pruža jednak pristup sportu, stipendijama i potporama te zahtijeva "smanjenje postotka učenica koje prerano napuštaju školu."
Članak 11. ističe pravo na rad žena kao "neotuđivo pravo svih ljudskih bića", zahtijeva jednaku plaću za jednak rad, pravo na socijalno osiguranje, plaćeni dopust i rodiljni dopust "uz plaću ili slične socijalne beneficije, bez gubitka ranijeg radnog mjesta, ranga ili socijalnih primanja." Otkaz zbog majčinstva, trudnoće ili bračnog statusa zabranjeno je pod prijetnjom sankcijama.
Članak 12. stvara obvezu država potpisnica da "poduzimaju sve odgovarajuće mjere radi uklanjanja diskriminacije žena u području zdravstvene zaštite kako bi osigurale  ... dostupnost zdravstvenih usluga, uključujući one koje se odnose na planiranje obitelji."
Članak 13. jamči jednakost ženama "u gospodarskom i društvenom životu", posebno s obzirom na "pravo na obiteljske beneficije, pravo na bankarske zajmove, hipoteke i druge vrste financijskih kredita te pravo na sudjelovanje u rekreativnim aktivnostima, sportu i svim oblicima kulturnog života."
Članak 14. pruža zaštitu ženama na selu i njihovim posebnim problemima, osiguravajući pravo žena da sudjeluju u razvojnim programima, "da imaju pristup odgovarajućim ustanovama zdravstvene zaštite", sudjeluju "u svim aktivnostima lokalne zajednice", imaju "pristup poljoprivrednim kreditima" i uživaju u "odgovarajućim životnim uvjetima."
Članak 15. obvezuje države stranke da ženama zajamče "ravnopravnost s muškarcima pred zakonom", uključujući "jednaku pravnu sposobnost". Također daje "ženama i muškarcima ista prava u pogledu zakona u vezi s kretanjem osoba i slobodom izbora mjesta boravišta i prebivališta."
Članak 16. zabranjuje diskriminaciju žena "u svim pitanjima koja se odnose na brak i obiteljske odnose". Konkretno, pruža muškarcima i ženama "jednako pravo na sklapanje braka, jednako pravo na slobodan izbor supružnika", "jednaka prava i odgovornosti za vrijeme trajanja braka i pri njegovu razvodu", "jednaka prava i obveze roditelja", "jednaka prava na slobodno i odgovorno odlučivanje o broju i razmaku između svoje djece", "jednaka osobna prava supruga i supruge, uključujući pravo na izbor prezimena, zvanja i zanimanja" i "jednaka prava oba supružnika u pogledu vlasništva, stjecanja, upravljanja, uživanja i otuđivanja imovine."
Članci 17. do 24. opisuju sastav i djelovanje Odbora za uklanjanje diskriminacije žena, poput hijerarhijske strukture te pravila koja reguliraju odnos između CEDAW-a i nacionalnog i međunarodnog zakonodavstva, kao i obvezu država da poduzmu sve korake potrebne za provedbu CEDAW-a u punom obliku.
Članci 25. – 30. opisuju opće upravne postupke koji se odnose na provedbu CEDAW-a, ratifikaciju i unošenje eventualnih rezervi dotičnih država.

### Suzdržavanja od primjene (rezerve)
Iznesene su mnoge rezerve u odnosu na određene članke Konvencije. Postoje i takve rezerve koje nisu specifične za pojedine članke Konvencije, već su to općenite rezerve u odnosu na sve aspekte Konvencije za koju se smatra da je u suprotnosti s određenim načelima. Na primjer, Mauritanija je izrazila rezervu navodeći da je odobrila Konvenciju "u svakom njezinom dijelu koji nije u suprotnosti s islamskim šerijatom." Određeni broj tih rezervi, posebno onih koje su unijele islamske države, predmet su brojnih rasprava.
Članak 28. Konvencije kaže da "rezerva koja nije spojiva s predmetom i svrhom ove Konvencije, nije dopuštena." Kao rezultat toga, mnoge su države potpisnice uložile prigovore na rezerve drugih država potpisnica. Točnije, mnoge su nordijske države zabrinute da neke rezerve "podrivaju cjelovitost teksta" Konvencije. Tijekom godina neke su države potpisnice povukle svoje rezerve.
Do svibnja 2015. šezdeset dvije države potpisnice izrazile su rezerve protiv dijela Konvencije. Dvadeset i četiri države potpisnice uložile su prigovore na barem jednu od tih rezervacija. Najosporavaniji je članak 29. koji se odnosi na rješavanje sporova i tumačenje Konvencije, s trideset i devet rezervi. Budući da Konvencija izričito dopušta rezerve prema članku 29. te rezerve nisu izazvale osobite prijepore. Članak 16. koji se odnosi na ravnopravnost žena u braku i obiteljskom životu predmet je dvadeset i tri rezerve. Odbor je u Općoj preporuci br. 28 izričito izjavio da su rezerve na članak 2. koji se odnosi na opću nediskriminaciju, nedopustive. Međutim, članak 2. ima sedamnaest rezervi.

### Odbor za uklanjanje diskriminacije žena
Odbor za uklanjanje diskriminacije žena, koji se obično skraćeno naziva 'CEDAW odbor', ugovorno je tijelo Ujedinjenih naroda koje nadzire provedbu Konvencije o uklanjanju svih oblika diskriminacije žena (CEDAW). Formiranje ovog odbora, kao i njegova pravila, svrhu i operativno postupanje opisano je u članku 17. Konvencije. 
Odbor za uklanjanje diskriminacije nad ženama osnovan je 3. rujna 1981. kada je 20 država ratificiralo CEDAW, čime je Konvencija stupila na snagu. Prva redovna sjednica odbora održana je od 18. do 22. listopada 1982. Na ovom su zasjedanju prvi dužnosnici odbora izabrani natpolovičnom većinom, s gđom. L. Ider iz Mongolije kao predsjedavajućom. Izabrane su i tri potpredsjednice: M. Caron iz Kanade, Z. Ilić iz Jugoslavije i L. Mukayiranga iz Ruande, te D. P. Bernard iz Gvajane kao izvjestiteljica Odbora. Tijekom ove sjednice, Odbor je također jednoglasno usvojio svoj poslovnik.
Prvih trideset i devet sjednica održano je u sjedištu Ujedinjenih naroda u New Yorku, dok su sve preostale sjednice održane u Palači naroda u Ženevi.

### Fakultativni protokol
Fakultativni protokol uz Konvenciju o uklanjanju svih oblika diskriminacije žena je sporedni sporazum uz Konvenciju koji omogućuje njezinim strankama da priznaju nadležnost Odbora za ukidanje diskriminacije nad ženama radi razmatranja žalbi pojedinaca.
Fakultativni protokol usvojila je Opća skupština UN-a 6. listopada 1999. a stupio je na snagu 22. prosinca 2000.

### Kontroverze
Polemike oko CEDAW-a dolaze iz dva suprotna smjera: s jedne strane društveni i vjerski konzervativci tvrde da CEDAW nastoji nametnuti liberalne, progresivne, feminističke standarde na štetu tradicionalnih vrijednosti; radikalne feministkinje s druge strane, koje ne vjeruju da CEDAW ima moć, pa čak niti želi radikalno transformirati društva i istinski osloboditi žene. One tvrde da CEDAW zagovara slabi liberalni feminizam, poput drugih srednjostrujaških organizacija. Također tvrde da članice UN-a ne mogu zacrtati ciljeve koji zastupaju vrijednosti siromašnih, konzervativnih, religioznih ili slabih, jer mali broj, ako ih uopće ima, UN-ovih dužnosnika i djelatnika zapravo dolaze iz ovih skupina za koje tvrde da ih zastupaju.